# Хаттенхофен (Бавария)
Хаттенхофен (нем. Hattenhofen) — община в Германии, в земле Бавария.
Подчиняется административному округу Верхняя Бавария. Входит в состав района Фюрстенфельдбрукк. Население составляет 1379 человек (на 31 декабря 2010 года). Занимает площадь 7,17 км².